# Pseudorgyia pectinicornis
Pseudorgyia pectinicornis är en fjärilsart som beskrevs av Smith 1899. Pseudorgyia pectinicornis ingår i släktet Pseudorgyia och familjen nattflyn. Inga underarter finns listade.